# Sant Pere Gros

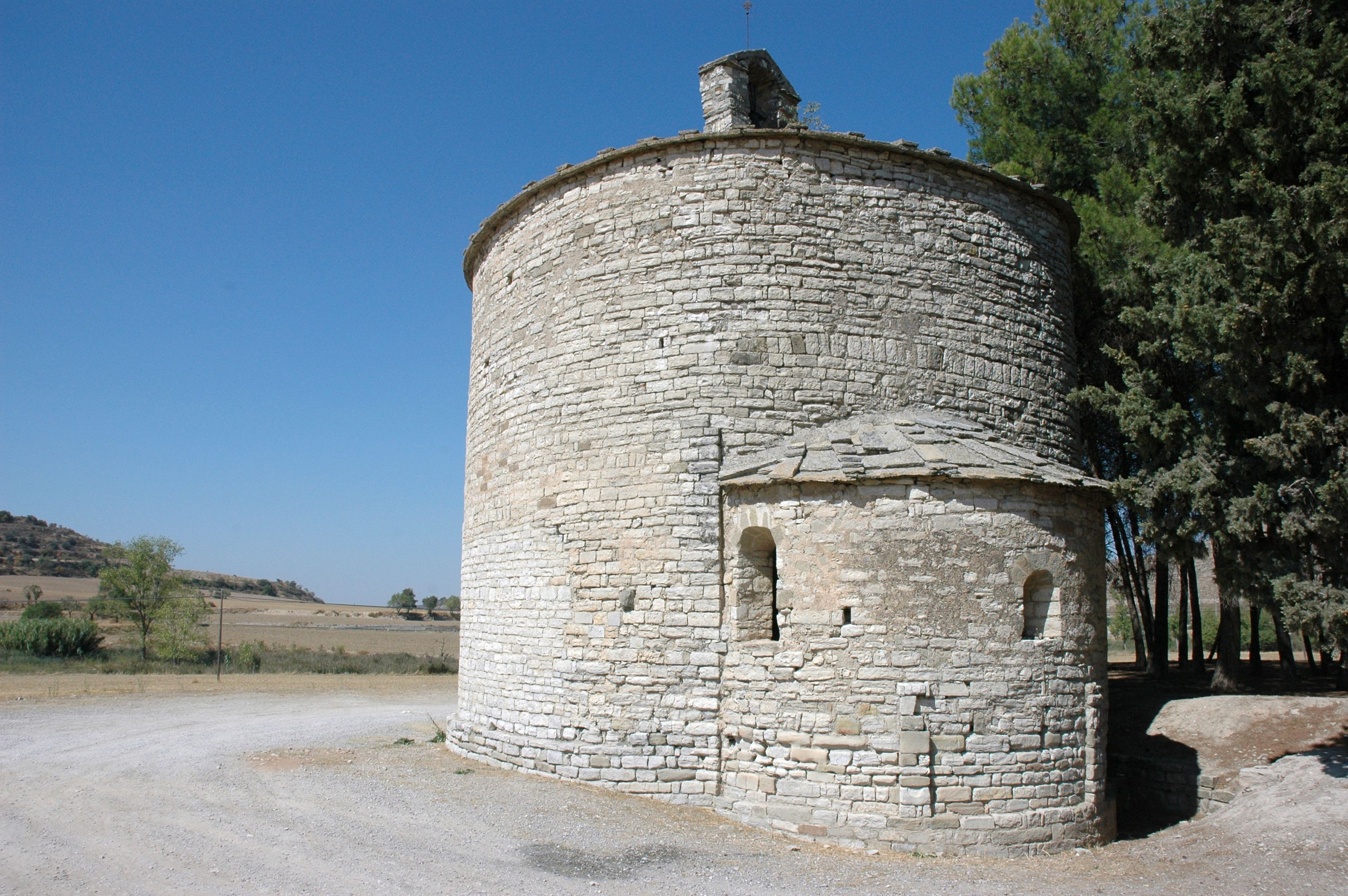
Sant Pere Gros

Sant Pere Gros ist eine romanische Kirche in der Stadt Cervera in der Comarca Segarra, im Innern der spanischen autonomen Region Katalonien.
Das zirkulare Kirchengebäude ist ein typisches Beispiel der lombardischen Architektur aus dem 11. Jahrhundert. Sant Pere Gros zählt zu den besterhaltenen Rundkirchen mittelalterlicher katalanischer Baukunst. Das runde Kirchenschiff ist bedeckt mit einer runden Kuppel und einem halbrunden Apsis mit Glockenturm im Nordosten. Im Inneren befinden sich sechs große halbkreisförmige Nischen.

## Geschichte
Erstmals dokumentiert wurde die Kirche im Jahr 1072, damals war sie in Privatbesitz. 1081 wurde die Kirche an das Benediktinerkloster Santa Maria de Ripoll durch Schenkung übertragen. Im 15. Jahrhundert mit dem Niedergang der Prioren von Ripoll wurde sie nicht mehr von Benediktinermönchen genutzt, sondern diente als Kapelle der Diözese Vic. 
Erwähnenswert ist, dass trotz der Aufgabe im 18. Jahrhundert ein klassizistischer Altar errichtet wurde. 1960 wurde Sant Pere Gros restauriert und zählt heute zu den Sehenswürdigkeiten der Gemeinde Cervera. 1993 wurde per Beschluss der Regierung von Katalonien (Artículo 12 de la Ley 9/1993, de 30 de septiembre, del patrimonio cultural catalán) Sant Pere Gros unter Denkmalschutz gestellt.